# Дже Кхемпо
Дже Кхемпо (дзонг-кэ རྗེ་མཁན་པོ།, вайли rje mkhan-po, лат. Je Khenpo), также Дхарма Радж — высший религиозный иерарх Бутана, руководитель сообщества монахов страны, проводящий арбитраж по вопросам буддийской доктрины. Дже Кхемпо отвечает за проведение религиозных обрядов и церемоний по всей стране. Он же является формальным главой южной ветви буддийской школы Друкпа Кагью тибетского буддизма.
В XVII веке Шабдрунг установил двойную систему управления страной, в которой власть распределялась между светским королём (Друк Деси) и духовным лидером Дже Кхемпо. После установления в стране монархии в 1907 власть принял на себя король, а роль Дже Кхемпо уменьшилась. Тем не менее Дже Кхемпо остался самым приближённым к королю советником, обладающим большой властью. При этом, в отличие от Далай-ламы или Шабдрунга, Дже Кхемпо не определяется через инкарнации и не разыскивается в ребёнке, эту должность занимает авторитетный монах.
67-й Дже Кхемпо, Нгаванг Тинлей Лхундуп, умер 10 июня 2005 в возрасте 84 лет. Он был сторонником строгого следования правилам и обетам и высокой дисциплины в общине. Он был распознан как тулку тертона Вугпа Лингпа в Вангди-Пходранге.
С 1996 года должность 70-го Дже Кхемпо занимает тулку Джигме Чоеда. Он считается воплощением Майтреи, а также Сарахи, Хунгчена Кары, Кеучунга Лоцавы и Пемы Церинга.